# 四式自動小銃
四式自動小銃（よんしきじどうしょうじゅう）は、1944年（昭和19年）に大日本帝国海軍が開発した半自動小銃である。しばしばType 5（五式）などとも呼ばれる。

## 概要

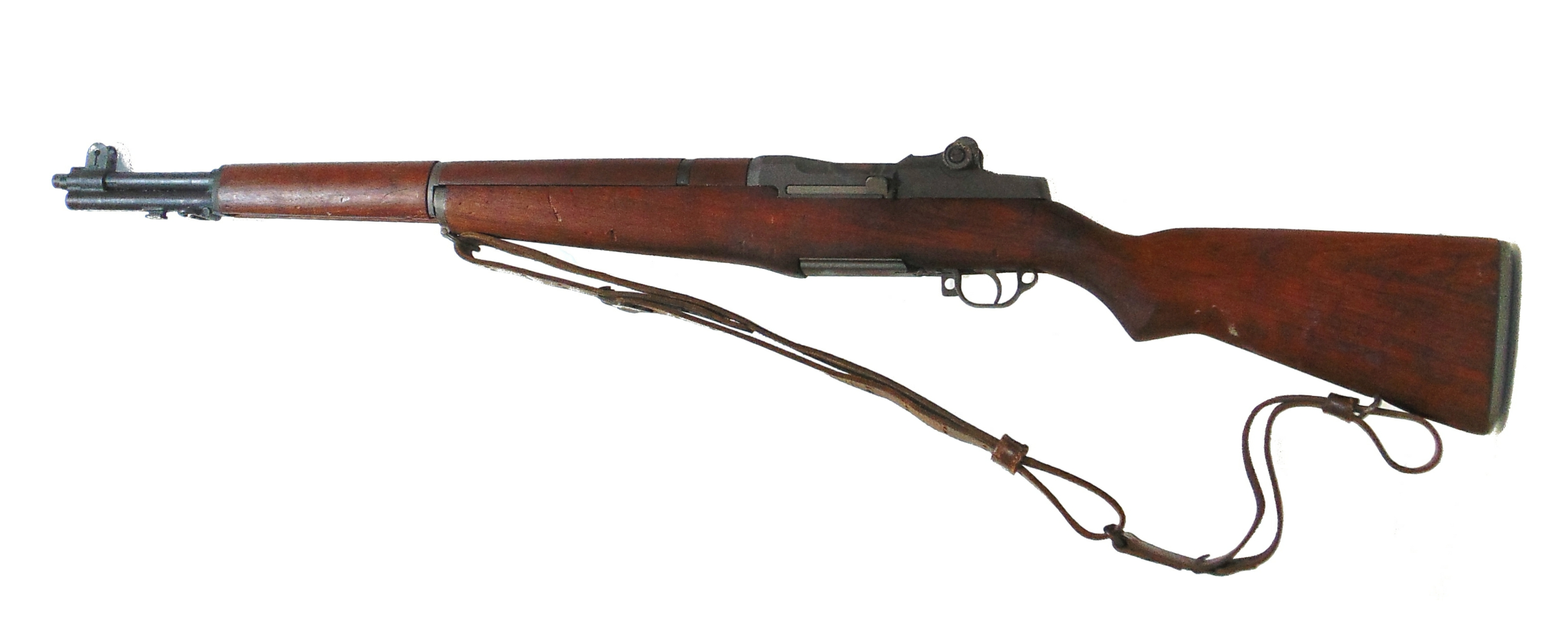
原型となったM1ガーランド

四式自動小銃は、アメリカ合衆国製のM1ガーランドを日本海軍が参考にして旧来の日本製小銃の技術を合わせて作られたものである。主に以下のような差異がある。
- M1ガーランドは.30-06スプリングフィールド弾を用いるが、四式は7.7mm弾を用いる。
- M1ガーランドは特徴的なエンブロック・クリップを用いる8連発固定弾倉を備えていたが、四式の箱型固定弾倉には5連発ストリッパー・クリップ2つを用いて10発装填できる。レシーバー左側面のクリップ・弾薬強制排出用ボタンも不要となった。
- M1ガーランドのリアサイトはダイヤルを回して上下左右の調整を行う方式だが、四式は従来の日本製軍用小銃と同じく、標尺を前後にスライドさせて上下（射距離）を調整するタンジェント・サイトであった。ただし、四式でもリアサイトでの左右ダイヤル調整が可能。
- 銃把から床尾にかけての上下支金・上下二分割式の銃床・負革通し・床尾板は九九式小銃の様式である。

元々は落下傘部隊に配備することが想定されていたが、設計時期が太平洋戦争末期だったこともあり、試作後に本格的な生産が行われることはなかった。

## 歴史
日本軍における半自動小銃の開発は第二次世界大戦前から始まっていた。1931年、南部麒次郎が創業した南部銃製造所が軽機関銃と半自動小銃の設計および試験に関する契約を軍部と結んだ。この際に南部は複数の設計案を提出したものの、十分な性能を備えたものはなかった。同時期、2種類の6.5mm口径のガス圧作動方式半自動小銃が試作されている。陸軍東京砲兵工廠や日本特殊鋼が手がけたモデルは、アメリカ製ピダーセン自動小銃を模倣したものだった。一方、東京瓦斯電気工業が手がけたモデルは、チェコ製ZH-29半自動小銃を模倣したものだった。しかし、このうち前者はオリジナルのアメリカ製ピダーセンと同様の装弾機構の不良に悩まされ、後者は命中精度に問題があるとされた。また、従来のボルトアクション式小銃に比べて高価だったこと、日本の工業力では部品や弾薬の十分な供給が難しいこと、銃弾が無駄になると考える将校が多かったことなどから、軍部の半自動小銃に対する関心は薄れつつあったが、1936年の日中戦争勃発がこれを決定づけた。主力歩兵銃だった三八式歩兵銃の生産が最優先されたため、半自動小銃に関する計画は1941年頃まで凍結されることとなる。1941年から再び始まった陸軍主導の半自動小銃開発は、1943年半ば頃に中止された。

### 海軍による半自動小銃開発
1943年頃、日本海軍では落下傘部隊の火力強化を検討するにあたり、アメリカ製のM1ガーランドを再設計して配備することを計画した。以後、1945年4月まで各種改良および試作が続けられた。
海軍による半自動小銃開発は、陸軍側の計画中止を受けて開始されたともされる。元々は横須賀、呉、舞鶴の3海軍工廠が共同して自動小銃の開発を行う予定だった。しかし、いずれの海軍工廠にもこの計画に割く余力はなく、最終的には横須賀海軍工廠のみが開発に割り当てられた。また、開発は同海軍工廠の機関銃工場で行われたが、当時は機関銃および機関砲の需要が極めて大きく、優先度の低い小銃開発は機関銃/機関砲製造の空き時間に行われることとされた。
開発にあたって、海軍はアメリカ製M1ガーランドを7.7x58mm弾仕様に再設計することを検討した。M1ガーランドは、1942年のマニラの戦いの後に一定数が鹵獲されており、その一部は海軍が入手し日本本土へと持ち帰っていた。1944年初頭、M1ガーランドを7.7x58mm仕様に改造した評価用の試作銃10丁が制作された。これがその後の試験にて優れた評価を収めたことで、本格的なコピー銃の設計が始まった。
最初のコピー銃は、製造能力の確認を兼ねて、評価用M1ガーランドの改造と並行して設計が行われた。その後、海軍はこれにいくつかの改良を加えたものを四式自動小銃として採用し、実地試験のための調達を行った。中国や太平洋の各地に展開した地上部隊や落下傘部隊にこの小銃を配備し、長期に渡る実地試験を行うことが予定されていたと言われているものの、実際には極めて限られた範囲・規模でしか行われなかった。
実地試験では部品の破損、7.7x58mmの反動不足による動作不良、これに関連した給弾不良などの問題が報告されたが、一定の成功と見なされ、本格的な生産に移ることとなった。横須賀海軍工廠では生産を行う余力がなかったので、愛知県のワシノ製機にこれを任せる計画が立てられた。1945年後半に調査を行ったアメリカ陸軍が報告したところによれば、ワシノ製機には部品の製造設備がなく、横須賀海軍工廠から運び込まれたと思しき部品を組立てて製造を行っていたという。そのため、問題が発生しても対応できる技術者が社内におらず、その度に横須賀海軍工廠からの指示を待つことを余儀なくされた。こうして四式自動小銃はほとんど製造されないうちに、海軍からワシノ製機に対し、小銃の製造を中止して航空機エンジンの製造に協力するようにとの指示が行われた。敗戦後、アメリカ軍人が調査に訪れた時点で、ワシノ製機では航空機エンジンの製造への転換が半ばまで進んでいたにもかかわらず、敗戦間際の混乱のため、既に不要になったはずの小銃の部品製造設備も運び込まれていたという。戦後、日本に進駐したアメリカ陸軍部隊が、ワシノ製機の工場にていくらかの四式自動小銃を回収した。また、横須賀海軍工廠からも一部が回収されている。
製造数は極めて少なく、正確には不明だが、いくつかの数字が上げられている。アメリカ軍が100丁程度を接収したという報告、組み立てられたのは125丁以下という推測、ワシノ製機の工場に150丁分の部品が運び込まれ、このうち50丁ほどが組み立てられていたという報告などがある。

## 評価
本銃の現存品は、その殆どが戦利品としてアメリカ軍人の手によりアメリカ本国へ持ち出されたものと考えられており、博物館では全米ライフル協会が運営するNRA国立銃器博物館や、ワイオミング州コーディに所在するコーディ銃器博物館などに所蔵されているほか、個人所蔵のものが時折銃器オークションに出品される事があり、その多くは20,000米ドル以上という非常に高額な価格で取引されているという。
戦後、豊和工業にて64式7.62mm小銃の開発に携わった津野瀬光男は、著書の中で本銃を「四式小銃」と記述しており、自身と共に64式小銃の開発に携わった技術者の少なからぬ数が、本銃を始めとする日本の試製自動小銃に携わった経験を有していた事や、64式小銃の制式採用後に名古屋造兵廠の元陸軍技官より本銃の技術資料の多くを譲り受け、これが64式小銃の量産設備構築に大いに役立てられた事などを書き残しており、M1ガーランドやM1カービンなど米軍供与の警察予備隊及び保安隊制式小銃の維持整備や、戦中の九九式短小銃に携わった豊和工業の実績と合わせ、本銃の存在が64式小銃開発の礎の一つになったものとして肯定的な評価を下している。
米国側の記述には言及されていないが、試製自動小銃・甲及び乙と同時期に日本特殊鋼により試作されたガス圧・反動併用式の試製自動小銃・丙も、設計主任の河村正彌が戦後の62式7.62mm機関銃の開発指揮を直接執っており、本銃共々戦後の自衛隊の制式火器の開発の中でも大きな足跡を残した。
一方、webサイト『日本の武器兵器』を主宰し、戦前の様々な旧日本軍の銃火器類の再評価を行っている須川薫雄は、本銃を「ガーランド方式銃」と記述している。須川は、試製自動小銃・甲及び乙と異なり、本銃は全くのデッドコピーである事を問題点として指摘した。また、スミソニアン博物館などでいくつかの現物を観察したものの、いずれも環状照門の穴が小さすぎてまともに狙いが付けられないなど、作りが粗末で形式刻印も存在しなかったという。加えて、スミソニアン博物館で所蔵されているものは、使用弾薬が.303（7.7mm×56R）だと言われたとしており、須川はこの点から、本銃が大戦末期に海軍が艦艇や航空機を喪失した後、余剰となった留式機銃用の7.7mm×56R弾を転用するべく、横須賀工廠や豊川工廠の協力企業が開発したものと推測し、64式小銃開発の際に豊和工業が提出した本銃の図面も偽物であると主張している。

## 登場作品

### 漫画
『最後の狙撃兵』秋本治　
｢五式｣として登場。主人公は元陸軍の狙撃兵であるが所持している。作中でM1ガーランドのコピーであると言及し、戦争中誰も手に出来なかったと言及している。

### 小説
『レッドサン ブラッククロス』　
日本陸軍の装備として登場。ただし作中の歴史が現実と異なるため、本銃は「20発の日英軍共用7.62mm口径弾を装填した、着脱式弾倉を使用する完全国産銃」という現実と異なったものになっている。合衆国からはM1ガーランドの盗作ではないかと文句を付けられている。

### ゲーム
『バトルフィールドシリーズ』
『BF1942』
日本軍の工兵装備として「五式」の名前で登場する。装填方式がマガジン式になっている。
『BF1943』
日本海軍の小銃兵装備として「Type 5 Semi-Automatic Rifle」の名前で登場する。
『BFBC2』
「五式自動小銃」の名称でシングルプレイにのみ登場する。日本海軍が使用するが、主人公も鹵獲して使用可能。
『Enlisted』
日本軍の通常ツリーとして登場。